# Panhard 178
 (mars 2018).
La Panhard 178 est une automitrailleuse fabriquée par la société Panhard destinée à la reconnaissance blindée et utilisée pendant la Seconde Guerre mondiale. L'histoire de l'automitrailleuse de découverte Panhard 178 remonte au début des années 1930 avec la création de la Panhard 165/175.

## Développement des automitrailleuses Panhard

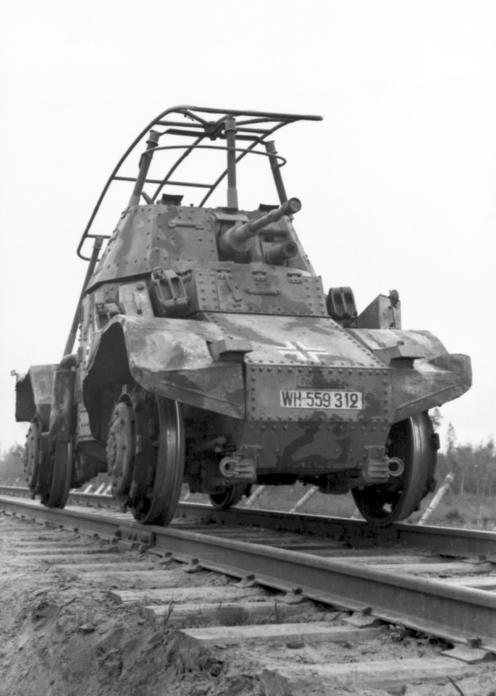
Panhard AMD-178/Panzerspähwagen P204 (f) capturée par les Allemands, montée sur rail, sur le front de l'Est en 1942.

L'automitrailleuse de découverte Panhard 165/175 apparut en 1933 dans sa forme définitive. Cet engin fut essentiellement utilisé en Afrique du Nord. L'AMD Panhard 165/175 marqua le début d'une ère Panhard pour les véhicules à roues de l'Armée française. Elle engendra l’AMD modèle 1935, nommée Panhard 178, caractérisée par des roues de grand diamètre et une tourelle profilée biplace, armée du canon antichar Hotchkiss de 25 mm SA 34.
Dès le début des opérations, en mai 1940, le besoin de renforcer l'armement de l'AMD Panhard se fait sentir : Renault réussit à créer et produire en quelques jours un prototype de tourelle équipé d'un canon de 47 mm : installé sur un  Panhard 178, le véhicule ainsi armé participe aux derniers combats sur la Loire, détruit deux chars allemands, et finit sabordé par son équipage le 15 juin 1940 à Cosne-sur-Loire .
Un certain nombre de Panhard 178 furent capturés en 1940 par les Allemands, et réemployés dans la Wehrmacht sous le nom de Panzerspähwagen P204 (f). La production se poursuivit pour le bénéfice de l'Allemagne. 

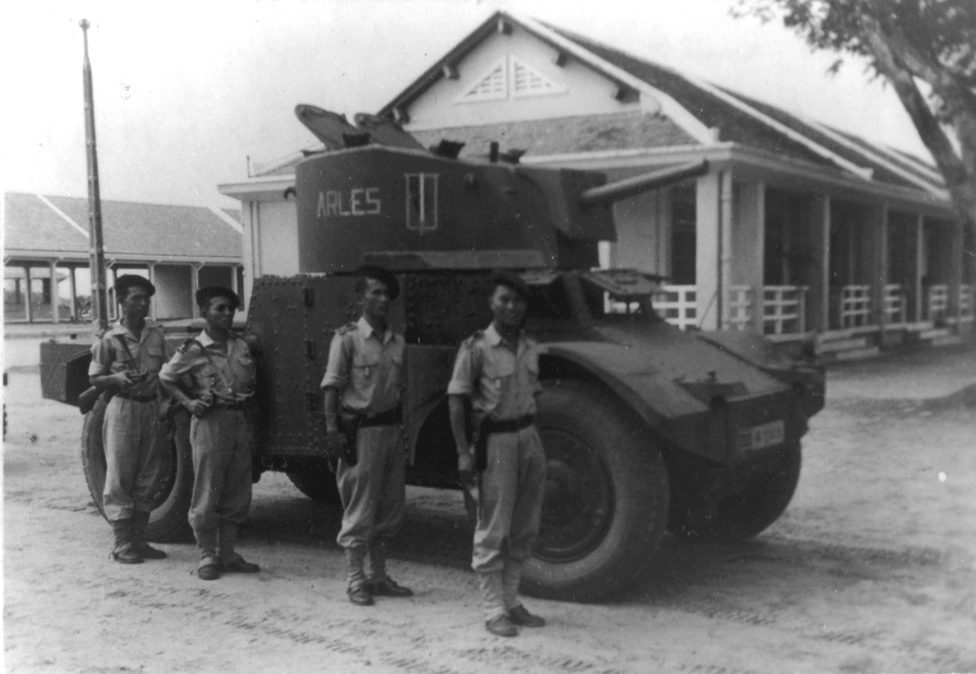
Panhard AMD-178 B « Arles », au Vietnam.

Dès la Libération, la France voulut reprendre le combat aux côtés des Alliés avec du matériel d'origine nationale, et avec un nouveau modèle, l'AMD 178 B, équipé d'une tourelle fabriquée par Fives-Lille et armé d'un canon de 47 mm SA 35, baptisé FL 1. Cette automitrailleuse a servi en France et dans les territoires d'outre-mer.

## Fiche technique

### Appellation
- AMD 35 P (Auto-Mitrailleuse de Découverte modèle 1935 Panhard) dans l'Armée française ou Panhard 178 dans le catalogue du constructeur

### Armement

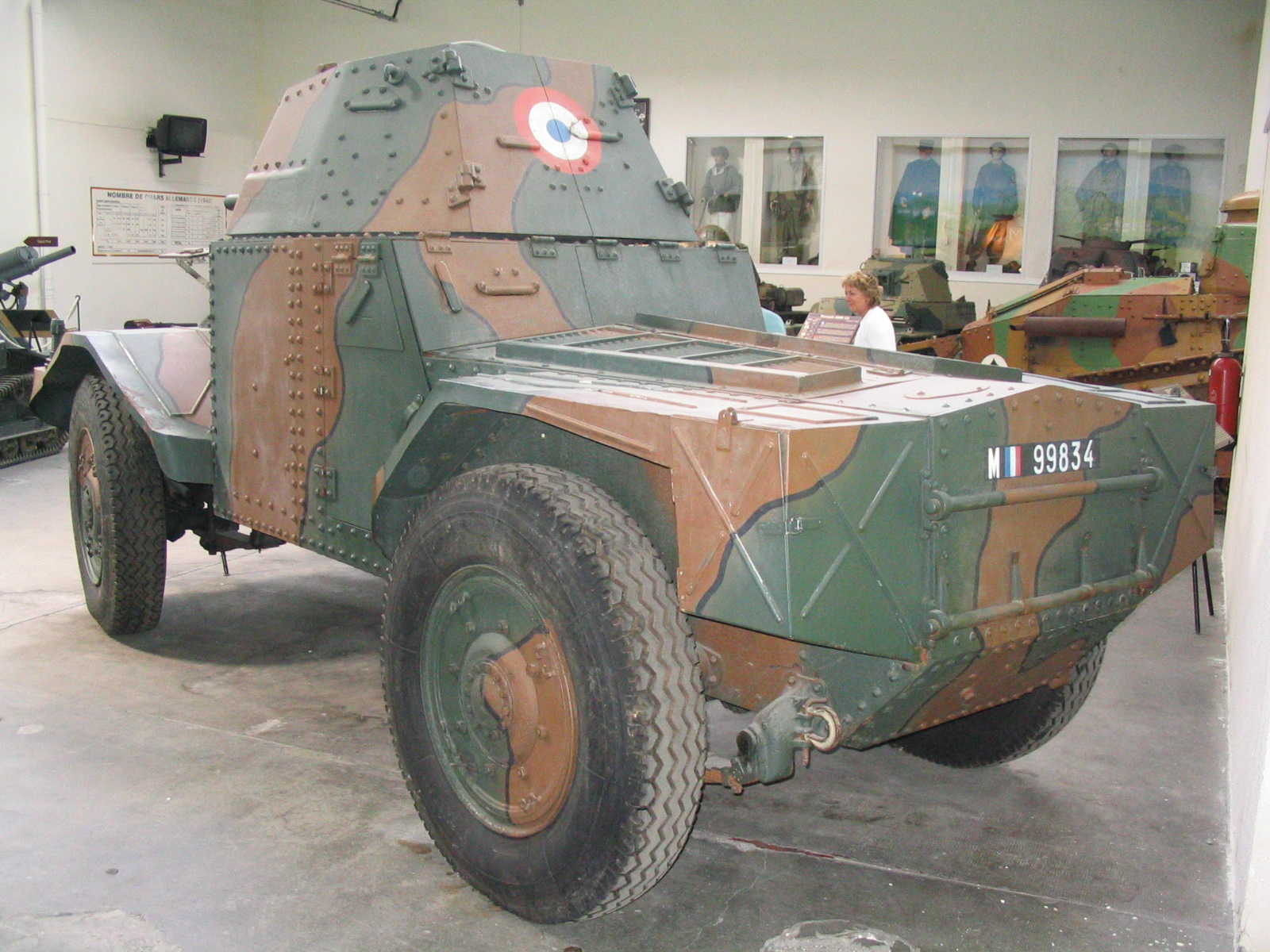
L'arrière du véhicule.

- 1 canon semi-automatique de 25 mm modèle 1934 (25 mm SA 34)

150 obus de calibre 25 × 194 R
tube : L/72
pointage latéral néant par rotation de la tourelle et pointage vertical de + 15° et - 12° par le pointeur tireur
- 1 mitrailleuse Reibel modèle 1931 de 7,5 mm en armement coaxial

munition 7,5 mm × 54 mm MAS Mle 29
25 chargeurs de 150 coups (3 750 coups)
pointage latéral de 15° et pointage vertical de + 15° et - 12°
- 1 mitrailleuse de rechange servant en anti aérien

lunette de visée type L 711 (montée dans le masque de la mitrailleuse), grossissement × 4
Les deux armes peuvent être solidarisées parallèlement par verrouillage
- tourelle APX 3 (Atelier de construction de Puteaux)

blindée à 13 mm, composée d'éléments en acier laminé et moulé
rotation par servomoteur
étanche à l'air extérieur

### Équipage
4 hommes :
- en tourelle 
  - 1 chef de voiture (à droite)
  - 1 chargeur tireur (à gauche)
- en caisse
  - 1 mécanicien conducteur
  - 1 inverseur aide chargeur radio (véhicule de commandement)

### Radio
Les véhicules de patrouille ne disposent pas de radio.
Les véhicules des chefs de peloton disposent d'un poste ER 29 (émetteur-récepteur modèle 1929), qui sert à l'intercommunication à l'intérieur des unités subordonnées. Fonctionnant à la fois en graphie et en phonie (à l'aide d'un laryngophone), ce poste à quartz a une portée de 5 km en marche. Le véhicule a une seule antenne.
Les véhicules de chef d'escadron ont un poste ER 26 ter modèle 35, qui sert aux liaisons intérieures (vers les chefs de peloton) et latérales (vers les autres unités). Ce poste radio est composé d'un émetteur E 26 ter et d'un récepteur R 61, alimentés par la batterie de démarrage du véhicule. L'ensemble a une portée de 30 km en marche et de 60 km à l'arrêt. Le véhicule se reconnait alors à ses deux antennes.

### Caractéristiques
- poids          : 8,2 t
- longueur       : 4,79 m
- largeur        : 2,01 m
- hauteur        : 2,31 m
- hauteur caisse : 1,65 m
- garde au sol   : 0,40 m
- voie           : 1,73 m
- empattement    : 3,12 m
- réservoir      : 145 L

- dimension roues : 40 X 8
- traction        : 4 X 4
- blindage maxi   : 20 mm
- moteur          : Panhard type ISK 4 F IIbis à 4 cyl
- cylindrée       : 6 334 cm3
- puissance       : 110 ch
- nombre vitesse  : 4 avant / 4 arrière
- puissance spécifique : 13,4 ch/T
- rapport poids/puis : 74,55 kg/ch

Automitrailleuse 178 : moteur à essence Panhard 4 cylindres en ligne à chemises coulissantes, refroidissement liquide. Type Panhard SK4F11 bis 120x140mm  de 6,332 L de cylindrée, d'une puissance de 105 ch à 2000 tr/min

Automitrailleuse 178B : moteur à essence Panhard 4E, 4 cylindres à soupapes en tête, refroidissement liquide, d'une puissance de 110 ch à 2000 tr/min

### Performances
- vitesse route        : 72 km/h
- vitesse arrière (inverseur)     : 65 km/h
- vitesse tout terrain : ? km/h
- autonomie            : 300 km
- consommation         : 45 L/100
- rayon de virage      : 8 m
- gué                  : 0,60 m
- obstacle vertical    : 0,40 m
- bord franc           : 0,60 m
- pente                : 40 %

## Sources

### Ouvrages
- Pascal Danjou, Panhard 178, éditions du Barbotin, coll. « Trackstory » (no 2)
- François Vauvillier, Steelmaster no ? [réf. incomplète]
- Chars et véhicules militaires, Hachette collection [réf. incomplète]
- B.T. White, Tanks and other Armoured Fighting Vehicles of World War II, Londres, Peerage Books, 1972 (ISBN 0-907408-35-4)
- Guy de Chézal, En automitrailleuse à travers les batailles de mai 1940, J'ai lu